# جيف جونز (فنان)
جيف جونز (بالإنجليزية: Jeffrey Catherine Jones)‏ (و. 1944 – 2011 م) فنان، في أتلانتا، جورجيا، عن عمر يناهز 67 عاماً، بسبب نفاخ رئوي.

## التعليم
تعلم في Savannah State University ‏.